# Corydoras leucomelas
Corydoras leucomelas, thường được gọi là cá chuột đốm giả (false spotted catfish), là một loài cá da trơn nước ngọt nhiệt đới thuộc chi Corydoras trong họ Callichthyidae. Loài này được tìm thấy ở lưu vực thượng nguồn sông Amazon, thuộc lãnh thổ các nước Colombia, Ecuador, và Peru. C. leucomelas được mô tả lần đầu tiên vào năm 1942.
Tên của loài này, leucomelas, có thể hiểu là "trắng và đen", chỉ đến màu cơ thể của cá.

## Mô tả
C. leucomelas trưởng thành dài khoảng 6 - 7,5 cm. Chúng thường sống ở tầng đáy của các sông hồ, thích hợp với môi trường nước có độ pH từ 6,5 đến 8,0, độ cứng của nước khoảng 2 - 25 dGH và nhiệt độ khoảng từ 22 đến 25 °C. Thức ăn chủ yếu của C. leucomelas là giun, côn trùng, động vật giáp xác và rong rêu. Cá mái đẻ trứng trong thảm thực vật dày và không bảo vệ trứng. Ở C. leucomelas trưởng thành, cá đực có xu hướng nhỏ hơn so với cá mái.
C. leucomelas thường bị nhầm lẫn với các loài họ hàng như Corydoras agassizii, Corydoras ambiacus, Corydoras gomezi, C. agassizii và C. ambiacus không có dải màu đen ngay mắt như C. leucomelas. Ở C. gomezi, đốm đen chỉ nằm ở phần trên của vây lưng, trong khi đó ở C. leucomelas, đốm đen lại xuất hiện ở phần dưới.
Tương tự như các loài khác trong Corydoras, C. leucomelas cũng được nuôi làm cá cảnh.